# Чорний Дмитро Сергійович
Дмитро Сергійович Чорний (нар. 14 жовтня 1989, Жовті Води) — український інженер, громадський діяч, політик. Народний депутат України IX скликання. Член Комітету Верховної Ради з питань організації державної влади, місцевого самоврядування, регіонального розвитку та містобудування.

## Життєпис
Дмитро Чорний народився 14 жовтня 1989 року в місті Жовті Води Дніпропетровської області.
У 2008 році був обраний членом бюро Дніпропетровської обласної молодіжної громадської організації Всеукраїнської молодіжної організації «Батьківщина молода».
У 2009 році з відзнакою закінчив Жовтоводський промисловий технікум Дніпропетровського національного університету за спеціальністю «Будівництво та експлуатація будівель і споруд» і здобув кваліфікацію технік-будівельник. З 2009 по 2012 роки навчався у «Придніпровській державній академії будівництва та архітектури», по закінченні якої отримав вищу освіту за спеціальністю «Будівництво» та здобув кваліфікацію інженера-будівельника.
В 2011 році був обраний головою Жовтоводської міської організації політичної партії «Україна майбутнього».
У 2015 році був обраний депутатом Дніпропетровської обласної ради від партії «УКРОП». Секретар комісії облради з питань розвитку місцевого самоврядування та адміністративно-територіального устрою.
У 2019 році Чорний був обраний Народним депутатом України на одномандатному виборчому окрузі № 34 (Вільногірськ, Жовті Води, Верхньодніпровський, П'ятихатський, Царичанський райони) від партії «Слуга народу». На час виборів: директор ПП «Громадська журналістика», безпартійний. Проживає в місті Жовті Води Дніпропетровської області.
22 Липня 2025 року проголосував за проєкт закону 12414, що обмежує Національне антикорупційне бюро України та Спеціалізовану антикорупційну прокуратуру. Закон викликав хвилю антикорупційних протестів.